# Buffalo Bills 2019
La stagione 2019 dei Buffalo Bills è stata la 60ª della franchigia, la 50ª nella National Football League e la terza con Sean McDermott come capo-allenatore. La squadra terminò la seconda stagione con un record positivo negli ultimi tre anni e la quarta negli ultimi vent'anni. Con la vittoria per 17-10 sui Pittsburgh Steelers nella settimana 15, i Bills si aggiudicarono un posto nei playoff e raggiunsero la loro decima vittoria, il loro massimo dalle 11 del 1999. Furono inoltre l'unica squadra della AFC East, oltre ai New England Patriots, ad apparire nei playoff più di una volta durante gli anni 2010. I Bills tentarono di vincere la loro prima partita nei playoff dal 1995 nel turno delle wild card ma furono sconfitti dagli Houston Texans 22–19 ai tempi supplementari malgrado l'essere stati in vantaggio per 16-0 nel terzo quarto.

## Scelte nel Draft 2019

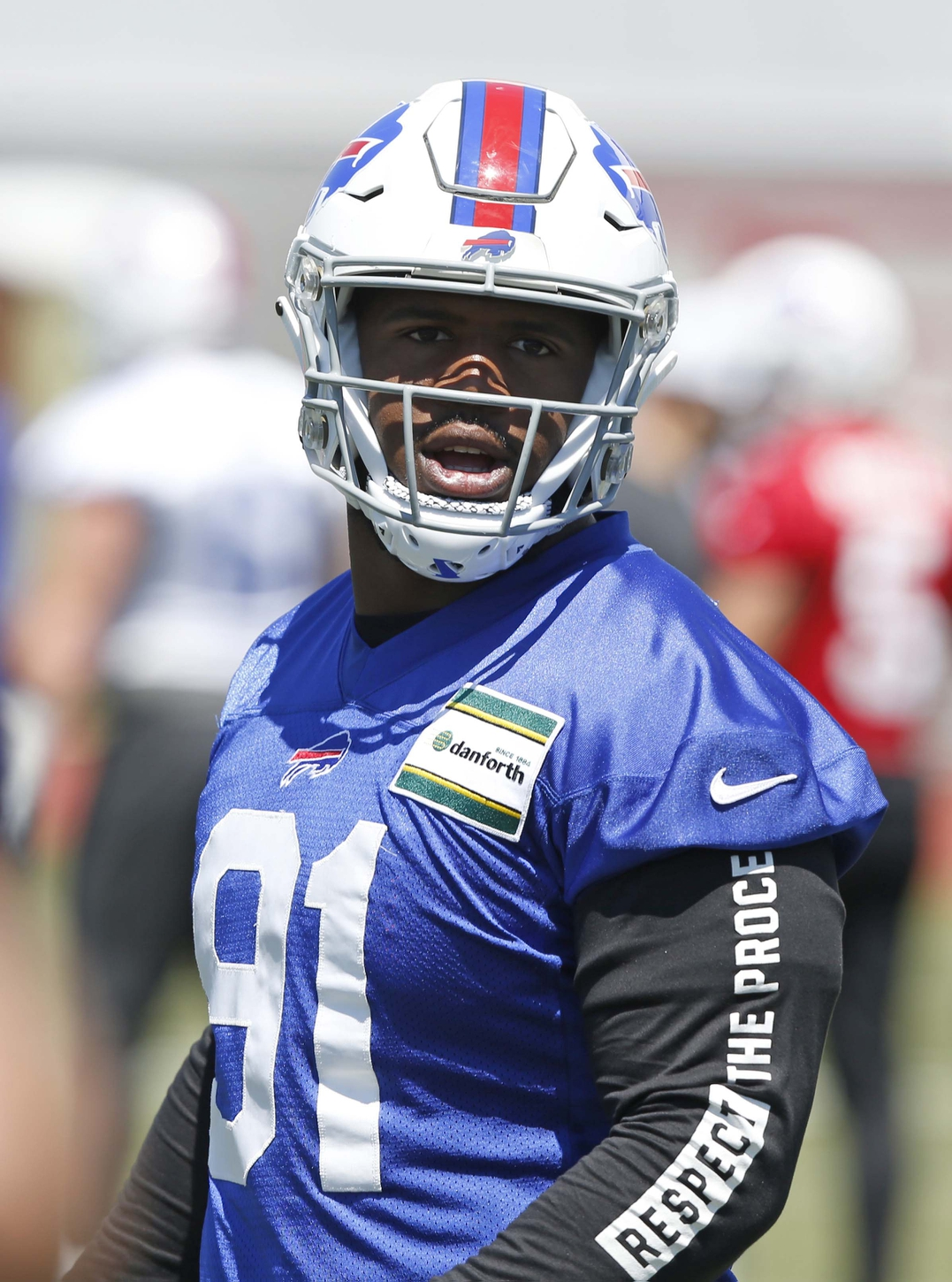
Ed Oliver è stato la scelta del primo giro dei Bills nel 2019

| Scelte dei Bills nel Draft 2019 |        |                  |       |                    |
| Giro                            | Scelta | Giocatore        | Ruolo | College            |
| 1                               | 9      | Ed Oliver        | DT    | Houston            |
| 2                               | 38     | Cody Ford        | G     | Oklahoma           |
| 3                               | 74     | Devin Singletary | RB    | FAU                |
| 3                               | 96     | Dawson Knox      | TE    | Ole Miss           |
| 5                               | 147    | Vosean Joseph    | LB    | Florida            |
| 6                               | 181    | Jaquan Johnson   | S     | Miami (FL)         |
| 7                               | 225    | Darryl Johnson   | DE    | North Carolina A&T |
| 7                               | 228    | Tommy Sweeney    | TE    | Boston College     |

## Staff
| Staff dei Buffalo Bills nel 2019 |
| --- |
| Organi dirigenziali - Proprietario/CEO – Terry Pegula - Proprietaria/Presidente – Kim Pegula - General Manager – Brandon Beane - Assistente General Manager – Joe Schoen - Direttore del personale – Dan Morgan - Direttore degli osservatori – Terrance Gray - Senior VP of Football Administration – Jim Overdorf - Assistente al direttore degli osservatori – Lake Dawson - Direttore del personale – Malik Boyd - Direttore amministrativo - Kevin Meganck - Direttore delle operazioni del football - Brendan Rowe Capo allenatore - Sean McDermott - Assistente – Matt Worswick Altri allenatori - Preparatore atletico – Eric Ciano - Assistente p.a. – Hal Luther - Assistente p.a. – Jason Oszvart - Assistente p.a. – Mark Loecher - Assistente p.a. - Will Greenberg Allenatori dell'attacco - Coordinatore offensivo – Brian Daboll - Quarterback – Ken Dorsey - Running Back – Kelly Skipper - Wide Receiver – Chad Hall - Tight End – Rob Boras - Offensive Line – Bobby Johnson - Assistente Offensive Line - Terry Heffernan - Assistente – Shea Tierney - Assistente - Ryan Wendell - Controllo qualità – Marc Lubick Allenatori della difesa - Coordinatore difensivo – Leslie Frazier - Defensive Line – Bill Teerlinck - Assistente Defensive Line – Aaron Whitecotton - Linebacker – Bob Babich - Defensive Back – John Butler - Safety – Bobby Babich - Assistente – Jim Salgado - Controllo qualità – John Egorugwu Allenatori dello special team - Special Team – Danny Crossman - Assistente Special Team – Matt Smiley |

## Roster
| Roster dei Buffalo Bills nel 2019 |
| --- |
| Quarterback - 17 Josh Allen - 5 Matt Barkley Running Back - 42 Patrick DiMarco FB - 20 Frank Gore - 40 Devin Singletary - 29 T.J. Yeldon Wide Receiver - 10 Cole Beasley - 15 John Brown - 16 Robert Foster - 11 Zay Jones - 19 Isaiah McKenzie - 8 Andre Roberts RS Tight End - 88 Dawson Knox - 81 Tyler Kroft - 85 Lee Smith - 89 Tommy Sweeney Offensive Linemen - 71 Ryan Bates T - 65 Ike Boettger G - 73 Dion Dawkins T - 76 Jon Feliciano G - 70 Cody Ford T - 61 Spencer Long C - 68 Conor McDermott T - 60 Mitch Morse C - 77 Ty Nsekhe T - 67 Quinton Spain G Defensive Linemen - 55 Jerry Hughes DE - 92 Darryl Johnson DE - 90 Shaq Lawson DE - 98 Star Lotulelei DT - 93 Trent Murphy DE - 91 Ed Oliver DT - 99 Harrison Phillips DT - 97 Jordan Phillips DT Linebacker - 57 Lorenzo Alexander OLB - 41 Maurice Alexander OLB - 49 Tremaine Edmunds MLB - 58 Matt Milano OLB - 51 Julian Stanford MLB - 52 Corey Thompson OLB Defensive Back - 28 Kurt Coleman SS - 23 Micah Hyde SS - 46 Jaquan Johnson S - 36 Kevin Johnson CB - 24 Taron Johnson CB - 31 Dean Marlowe FS - 33 Siran Neal SS - 21 Jordan Poyer FS - 39 Levi Wallace CB - 27 Tre'Davious White CB Special Team - 9 Corey Bojorquez P - 69 Reid Ferguson LS - 4 Steven Hauschka K Lista delle riserve - 80 Jason Croom TE (IR) - 53 Tyrel Dodson OLB (Exempt) - 50 Vosean Joseph LB (IR) - 56 Mike Love DE (IR) - 32 Senorise Perry RB (IR) - -- LaAdrian Waddle T (IR) Squadra di allenamento - 84 Nate Becker TE - -- Nate Hall LB - 47 Cam Lewis CB - 62 Erik Magnuson C - 94 Kyle Peko DT - 45 Christian Wade RB - -- Davis Webb QB - 82 D'haquille Williams WR - 54 Eddie Yarbrough DE 53 attivi, 5 inattivi, 9 nella squadra di allenamento |
| Legenda - I rookie sono in corsivo. - Il primo ruolo è il principale mentre gli eventuali successivi indicano i ruoli secondari. - (IR) sta per Injured Reserve ed indica la lista ristretta per un solo giocatore infortunato che può tornare ad allenarsi dopo la settimana 6 e a rientrare in prima squadra dopo che questa ha giocato 8 partite. - (NF-Inj.) / (NF-Ill.) stanno rispettivamente per Non-Football Injured e Non-Football Illness ed indicano le liste dove viene inserito un giocatore che ha un infortunio o una malattia non dipendente dal football americano. - (PUP) sta per Physically Unable to Perform ed indica la lista dove viene inserito un giocatore mentre è in attesa di recuperare la condizione fisica. Nella stagione regolare dopo la sesta partita giocata dalla propria squadra, il giocatore ha tempo tre settimane per riprendere ad allenarsi, più tre settimane aggiuntive dal suo rientro agli allenamenti per rientrare in prima squadra. |

## Calendario

### Stagione regolare
| Stagione regolare |                         |                    |                    |                     |                    |
| Turno             | Avversario              | Risultato          | Record             | Stadio              | Sintesi            |
| 1                 | at New York Jets        | V 17–16            | 1–0                | MetLife Stadium     | Recap              |
| 2                 | at New York Giants      | V 28–14            | 2–0                | MetLife Stadium     | Recap              |
| 3                 | Cincinnati Bengals      | V 21–17            | 3–0                | New Era Field       | Recap              |
| 4                 | New England Patriots    | S 10–16            | 3–1                | New Era Field       | Recap              |
| 5                 | at Tennessee Titans     | V 14–7             | 4–1                | Nissan Stadium      | Recap              |
| 6                 | Settimana di pausa      | Settimana di pausa | Settimana di pausa | Settimana di pausa  | Settimana di pausa |
| 7                 | Miami Dolphins          | V 31–21            | 5–1                | New Era Field       | Recap              |
| 8                 | Philadelphia Eagles     | S 13–31            | 5–2                | New Era Field       | Recap              |
| 9                 | Washington Redskins     | V 24–9             | 6–2                | New Era Field       | Recap              |
| 10                | at Cleveland Browns     | S 16–19            | 6–3                | FirstEnergy Stadium | Recap              |
| 11                | at Miami Dolphins       | V 37–20            | 7–3                | Hard Rock Stadium   | Recap              |
| 12                | Denver Broncos          | V 20–3             | 8–3                | New Era Field       | Recap              |
| 13                | at Dallas Cowboys       | V 26–15            | 9–3                | AT&T Stadium        | Recap              |
| 14                | Baltimore Ravens        | S 17–24            | 9–4                | New Era Field       | Recap              |
| 15                | at Pittsburgh Steelers  | V 17–10            | 10–4               | Heinz Field         | Recap              |
| 16                | at New England Patriots | S 17–24            | 10–5               | Gillette Stadium    | Recap              |
| 17                | New York Jets           | S 6–13             | 10–6               | New Era Field       | Recap              |

Note

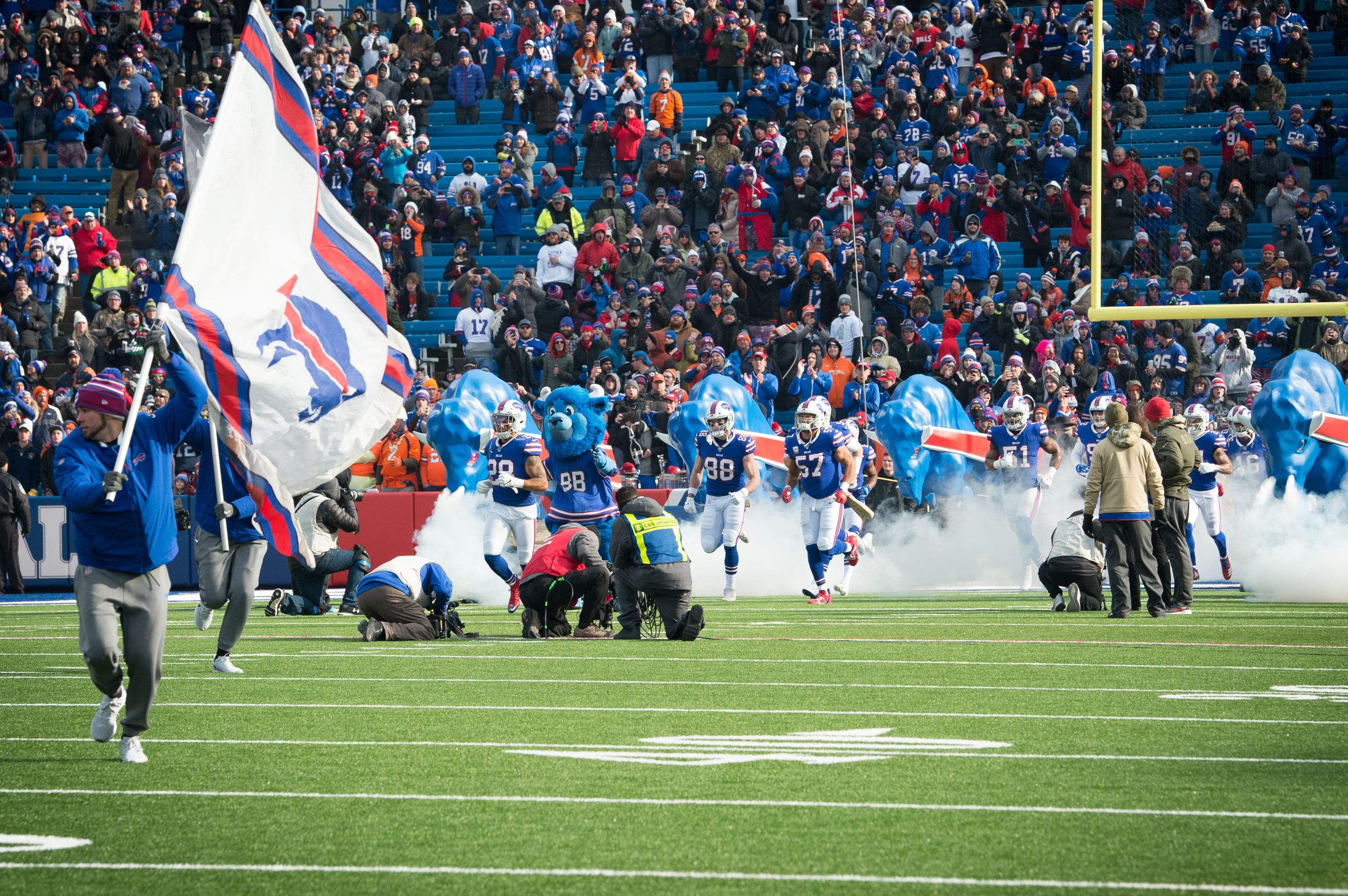
L'entrata in campo prima della partita del 24 novembre contro i Denver Broncos

- Gli avversari della propria division sono in grassetto.

### Playoff
| Playoff   |                |                       |               |        |             |         |
| Turno     | Data           | Avversario            | Risultato     | Record | Stadio      | Sintesi |
| Wild card | 4 gennaio 2020 | at Houston Texans (4) | S 19–22 (dts) | 0–1    | NRG Stadium | Recap   |

## Classifiche

### Division
| AFC East             | AFC East | AFC East | AFC East | AFC East | AFC East | AFC East | AFC East | AFC East |
| vedi • disc. • mod.  | V        | S        | P        | PCT      | DIV      | CONF     | PF       | PS       |
| -------------------- | -------- | -------- | -------- | -------- | -------- | -------- | -------- | -------- |
| New England Patriots | 12       | 4        | 0        | .750     | 5–1      | 8-4      | 420      | 225      |
| Buffalo Bills        | 10       | 6        | 0        | .625     | 3–3      | 7-5      | 314      | 259      |
| New York Jets        | 7        | 9        | 0        | .438     | 2–4      | 4-8      | 276      | 459      |
| Miami Dolphins       | 5        | 11       | 0        | .313     | 2-4      | 4-8      | 306      | 494      |
|                      |          |          |          |          |          |          |          |          |
|                      |          |          |          |          |          |          |          |          |

### Conference
| American Football Conference           | American Football Conference | American Football Conference | American Football Conference | American Football Conference | American Football Conference | American Football Conference | American Football Conference | American Football Conference | American Football Conference | American Football Conference |
| Pos.                                   | Squadra                      | Division                     | V                            | S                            | P                            | PCT                          | DIV                          | CONF                         | SOS                          | SOV                          |
| Capolista di Division                  | Capolista di Division        | Capolista di Division        | Capolista di Division        | Capolista di Division        | Capolista di Division        | Capolista di Division        | Capolista di Division        | Capolista di Division        | Capolista di Division        | Capolista di Division        |
| -------------------------------------- | ---------------------------- | ---------------------------- | ---------------------------- | ---------------------------- | ---------------------------- | ---------------------------- | ---------------------------- | ---------------------------- | ---------------------------- | ---------------------------- |
| 1                                      | Baltimore Ravens             | North                        | 14                           | 2                            | 0                            | .875                         | 5–1                          | 10–2                         | .400                         | .356                         |
| 2                                      | Kansas City Chiefs           | West                         | 12                           | 4                            | 0                            | .750                         | 6–0                          | 9–3                          | .436                         | .414                         |
| 3                                      | New England Patriots         | East                         | 12                           | 4                            | 0                            | .750                         | 5-1                          | 8-4                          | .549                         | .507                         |
| 4                                      | Houston Texans               | South                        | 10                           | 6                            | 0                            | .625                         | 4-2                          | 8-4                          | .441                         | .459                         |
| Wild Card                              |                              |                              |                              |                              |                              |                              |                              |                              |                              |                              |
| 5                                      | Buffalo Bills                | East                         | 10                           | 6                            | 0                            | .625                         | 3-3                          | 7-5                          | .330                         | .214                         |
| 6                                      | Tennessee Titans             | South                        | 9                            | 7                            | 0                            | .563                         | 3-3                          | 7-5                          | .539                         | .452                         |
| In corsa per i play-off                |                              |                              |                              |                              |                              |                              |                              |                              |                              |                              |
| 7                                      | Pittsburgh Steelers          | North                        | 8                            | 8                            | 0                            | .500                         | 3-3                          | 6-6                          | .481                         | .336                         |
| 8                                      | Denver Broncos               | West                         | 7                            | 9                            | 0                            | .438                         | 3-3                          | 6-6                          | .554                         | .353                         |
| 9                                      | Oakland Raiders              | West                         | 7                            | 9                            | 0                            | .438                         | 3-3                          | 5-7                          | .451                         | .404                         |
| 10                                     | Indianapolis Colts           | South                        | 7                            | 9                            | 0                            | .438                         | 3-3                          | 5-7                          | .630                         | .575                         |
| 11                                     | New York Jets                | East                         | 7                            | 9                            | 0                            | .438                         | 2-4                          | 4-8                          | .485                         | .275                         |
| 12                                     | Jacksonville Jaguars         | South                        | 6                            | 10                           | 0                            | .375                         | 2-4                          | 6-6                          | .500                         | .500                         |
| 13                                     | Cleveland Browns             | North                        | 6                            | 10                           | 0                            | .375                         | 3-3                          | 6-6                          | .544                         | .419                         |
| 14                                     | Los Angeles Chargers         | West                         | 5                            | 11                           | 0                            | .313                         | 0-6                          | 3-9                          | .490                         | .300                         |
| 15                                     | Miami Dolphins               | East                         | 5                            | 11                           | 0                            | .313                         | 2-4                          | 4-8                          | .554                         | .450                         |
| 16                                     | Cincinnati Bengals           | North                        | 2                            | 14                           | 0                            | .125                         | 1-5                          | 2-10                         | .639                         | .000                         |
| Criteri di spareggio                   |                              |                              |                              |                              |                              |                              |                              |                              |                              |                              |
| 1.                                     |                              |                              |                              |                              |                              |                              |                              |                              |                              |                              |
| Legenda                                |                              |                              |                              |                              |                              |                              |                              |                              |                              |                              |
| w — wild card ottenuta                 |                              |                              |                              |                              |                              |                              |                              |                              |                              |                              |
| x — partecipazione ai playoff ottenuta |                              |                              |                              |                              |                              |                              |                              |                              |                              |                              |
| y — campioni di division               |                              |                              |                              |                              |                              |                              |                              |                              |                              |                              |
| z — salto del primo turno di play-off  |                              |                              |                              |                              |                              |                              |                              |                              |                              |                              |
| * — vantaggio del campo ottenuto       |                              |                              |                              |                              |                              |                              |                              |                              |                              |                              |

## Premi

### Premi settimanali e mensili
- Tre'Davious White:

difensore della AFC della settimana 7
difensore della AFC della settimana 15
- Josh Allen:

giocatore offensivo della AFC della settimana 11
- Devin Singletary:

rookie della settimana 12
- Ed Oliver:

rookie della settimana 13